# J計劃
《J計劃》為1994年由遊戲廠商Almanic製作、艾尼克斯發行的超級任天堂主機用養成遊戲。
作品名稱中的是當時在漫畫雜誌《VJump》上發起徵名活動，從讀者回函中所挑選出。
遊戲的續作《J計劃2》，則在1996年於任天堂64主機上發表。另2008年《J計劃》在日本消費者意見訴求網站tanomi上，被列為最希望能重新發行的電子遊戲首位。

## 遊戲劇情
在荒涼的島嶼克魯羅上，人們為了建立新家園，便使用科學技術製造出類似人類的機器人「擬人」來協助開拓。
之後人類與擬人雖然在克魯羅島上一同成功建立起新的王國，但人類也開始對比起自己更有出眾能力的機器擬人抱持著不信任感，而對擬人做出各種排斥的行為。
而一名叫傑佩托的博士，為了讓大家對於擬人能有新的感觀，而打造出近似少年外貌、能夠學習人類行為的新型擬人「皮諾」。正當傑佩托完成皮諾時，卻被王國軍隊以製造判亂的罪名逮補。
在傑佩托要入獄後，與傑佩托一同生活的另一名機器擬人叮噹在不知如何是好的情況下，便請求了「玩家先生」一同協助幫忙拯救博士、以及教導剛誕生的皮諾。

## 主要角色
皮諾
角色配音：日高範子
本作主角，是由傑佩托博士打造、編號4649號、外型如12歲少年般的擬人。
性格天真單純，但缺乏世俗的知識。在遊戲中需透過學習來了解各種形色事物。
體內擁有著奇妙裝置「J迴路」，當皮諾能引發J電路啟動時便會出現不可思議的力量。
《J計劃》遊戲的美術總監飯田馬之介表示著皮諾造型參考自電視動畫《未來少年科南》中的角色金錫。
叮噹
同由傑佩托打造，為編號4648號、外型如妖精小仙女模樣、可在空中飛行的迷你擬人。
在遊戲中擔任透過由玩家所下的指令，來引導皮諾行動的角色。
角色名稱同小說《彼得潘》中登場的妖精小仙女「Tinker」。
傑佩托
擅於製造擬人的技師，因被冠上莫須有的罪名而關在王宮的監獄裡。
角色名稱同小說《木偶奇遇記》中創造木偶皮諾丘的工匠「Geppetto」。
46號
編號為46號的機器擬人，與皮諾關係不錯。在次回作品《J計劃2》中會再度登場。
范
一名居住在傑佩托家旁，喜愛動植物的老者。
在次回作品《J計劃2》會再度登場，並為續作中的關鍵角色。
美美
在城鎮上經營擬人專用吧台門市的女性。個性溫柔，經常在店鋪裡歌唱來娛樂擬人們。
之後也與傑佩托相同，被陷害關入王宮牢獄。
潔露・諾拉
有高超的格鬥能力，16歲的她被克魯羅王國的國王選拔為近衛兵一員，是位強烈好勝心的天才少女。
山貓
專門劫富濟貧的女性義賊，本名為露比・卡蓮，在次回作品《J計劃2》會再度登場。
多羅、波
女義賊山貓的手下，是一瘦一胖的搭檔，同樣會在次回作品《J計劃2》再度登場。
蒂芬妮
為克魯羅王國的公主。在梅薩拉企圖控制克魯羅王國時、受到皮諾的幫助。
梅薩拉
遊戲中主要反派。身份是克魯羅王國的宰相，內心有企圖利用擬人來占領國家的陰謀。

## 系統
遊戲中主要任務是要讓皮諾能懂得「喜愛自然」、「幫助他人」、「持有勇氣」等七項事物。當七項事物都達成時，皮諾體內的裝置J迴路便能啟動，並可進入遊戲最後章節。
依劇情發展會有各種不同事件讓皮諾去參與經歷學習，並可購買一些皮諾從未看過的物品讓他接觸使用。玩家可依皮諾的學習表現給予肯定或否決，其中讚賞與責備次數的多寡也會影響皮諾對玩家的信任感。
作品內容採用多重結局制，其中一個皮諾在劇終犧牲生命結局、才是能接續次回作品《J計劃2》故事的劇情。

## 外部連結
- （日語）Square-Enix上的《J計劃》資料 （页面存档备份，存于）